# Акиба, Тадахиро
Тадахиро Акиба (яп. 秋葉 忠宏; род. 13 октября 1975, Тиба) — японский футболист, полузащитник; тренер.

## Клубная карьера
Тадахиро Акиба родился в Тибе 13 октября 1975 года. После окончания средней школы он присоединился к местному «ДЖЕФ Юнайтед» в 1994 году. В 1995 году он провёл много матчей в качестве опорного полузащитника. Из-за травмы, полученной в 1996 году, он пропустил 1997 и частично 1998 год. В 1999 году он перешёл в клуб Второго дивизиона Джей лиги «Альбирекс Ниигата». Он был постоянным игроком основы, и в конце 2003 сезона «Альбирекс Ниигата» повысился в Первый дивизион Джей-лиги. Однако в 2004 году его возможности играть в основе сократились, и из-за этого в январе 2005 года он перешёл в «Токусима Вортис». Он сыграл 62 матчей и забил 2 гола за этот клуб. В сентябре 2006 года он перешёл в «Зеспакусацу Гумма». Потом в январе 2009 года переходит в «Сагамихару» в качестве играющего тренера. В 2010 году он заканчивает свою карьеру в качестве игрока.

## Карьера в сборной
В апреле 1995 года Акиба был вызван в национальную сборную Японии до 20 лет на молодёжный чемпионат мира 1995 года. Он сыграл все 4 матча полностью. В июле 1996 года он был вызван национальную сборную Японии до 23 лет на летние Олимпийские игры 1996 года. Он сыграл только 1 матч, выйдя на замену.

## Тренерская карьера
В феврале 2009 года он становится играющим тренером футбольного клуба «Сагамихара». В 2010 году он закончил свою игровую карьеру и ушёл из «Сагамихары». В феврале 2011 года он стал помощником «Тэцудзи Хасиратани» в клубе «Мито Холлихок». Затем в 2013 году становится тренером «Зеспакусацы Гумма». Потом с 2014 года по 2020 год становится помощником тренера в различных молодёжных сборных Японии. В феврале 2020 года подписывает контракт с футбольным клубом «Мито Холлихок» до 2022 года.

## Клубная статистика
| Клубное выступление | Клубное выступление | Клубное выступление       | Лига  | Лига | Кубок            | Кубок            | Кубок лиги      | Кубок лиги      | Итого | Итого |
| Сезон               | Клуб                | Лига                      | Матчи | Голы | Матчи            | Голы             | Матчи           | Голы            | Матчи | Голы  |
| Япония              | Япония              | Япония                    | Лига  | Лига | Кубок Императора | Кубок Императора | Кубок Джей-лиги | Кубок Джей-лиги | Итого | Итого |
| ------------------- | ------------------- | ------------------------- | ----- | ---- | ---------------- | ---------------- | --------------- | --------------- | ----- | ----- |
| 1994                | ДЖЕФ Юнайтед        | Первый дивизион Джей-лиги | 1     | 0    | 0                | 0                | 0               | 0               | 1     | 0     |
| 1995                | ДЖЕФ Юнайтед        | Первый дивизион Джей-лиги | 37    | 1    | 1                | 0                | -               | -               | 38    | 1     |
| 1996                | ДЖЕФ Юнайтед        | Первый дивизион Джей-лиги | 16    | 1    | 0                | 0                | 9               | 0               | 25    | 1     |
| 1997                | Ависпа Фукуока      | Первый дивизион Джей-лиги | 0     | 0    | 0                | 0                | 3               | 0               | 3     | 0     |
| 1998                | Сересо Осака        | Первый дивизион Джей-лиги | 5     | 0    | 0                | 0                | 1               | 0               | 6     | 0     |
| 1999                | Альбирекс Ниигата   | Второй дивизион Джей-лиги | 35    | 0    | 3                | 0                | 2               | 0               | 40    | 0     |
| 2000                | Альбирекс Ниигата   | Второй дивизион Джей-лиги | 32    | 1    | 3                | 0                | 2               | 0               | 37    | 1     |
| 2001                | Альбирекс Ниигата   | Второй дивизион Джей-лиги | 43    | 0    | 0                | 0                | 2               | 0               | 45    | 0     |
| 2002                | Альбирекс Ниигата   | Второй дивизион Джей-лиги | 41    | 1    | 3                | 0                | -               | -               | 44    | 1     |
| 2003                | Альбирекс Ниигата   | Второй дивизион Джей-лиги | 39    | 0    | 4                | 0                | -               | -               | 43    | 0     |
| 2004                | Альбирекс Ниигата   | Первый дивизион Джей-лиги | 14    | 0    | 0                | 0                | 5               | 0               | 19    | 0     |
| 2005                | Токусима Вортис     | Второй дивизион Джей-лиги | 41    | 0    | 1                | 0                | -               | -               | 42    | 0     |
| 2006                | Токусима Вортис     | Второй дивизион Джей-лиги | 21    | 1    | 0                | 0                | -               | -               | 21    | 1     |
| 2006                | Зеспакусацу Гумма   | Второй дивизион Джей-лиги | 11    | 0    | 2                | 0                | -               | -               | 13    | 0     |
| 2007                | Зеспакусацу Гумма   | Второй дивизион Джей-лиги | 41    | 0    | 2                | 0                | -               | -               | 43    | 0     |
| 2008                | Зеспакусацу Гумма   | Второй дивизион Джей-лиги | 27    | 0    | 0                | 0                | -               | -               | 27    | 0     |
| Итого               | Итого               | Итого                     | 404   | 5    | 19               | 0                | 24              | 0               | 447   | 5     |